# Andrzeiowskia cardamine
Andrzeiowskia cardamine ist die einzige Pflanzenart der Gattung Andrzeiowskia innerhalb der Familie der Kreuzblütengewächse (Brassicaceae).

## Beschreibung

### Erscheinungsbild und Blatt
Andrzeiowskia cardamine ist eine einjährige, krautige Pflanze, die Wuchshöhen von 25 bis 60 Zentimeter erreicht. Die Pflanzenteile sind kahl.
Die wechselständig am Stängel angeordneten Laubblätter sind in Blattstiel und Blattspreite gegliedert. Die Blattstiele besitzen stängelumfassende, beinahe kreisrunde Blattöhrchen. Die fiederteilige Blattspreite besteht aus bis zu fünf Paaren von eiförmig-länglichen, gekerbten Blattabschnitten und einem größeren Endabschnitt.

### Blüte
Die zwittrigen Blüten von Andrzeiowskia cardamine sind vierzählig. Die vier freien Kelchblätter sind aufrecht und nicht sackförmig. Die vier weißen, genagelten Kronblätter messen zwischen 2 und 2,5 Millimeter. Die Staubblätter besitzen keine Anhängsel. Es ist ein kurzes und ein langes Staubblattpaar vorhanden. Der lange, deutlich konische Griffel endet in einer kleinen kopfigen Narbe.

### Frucht und Samen
Die bei einer Länge von 12 bis 20 Millimeter linealischen, gekielten Schoten, deren zwei Fruchtklappen nicht oder kaum aufspringen, besitzen zwei dreieckige Flügel an ihrer Spitze, die kürzer als der Fruchtstiel sind. In jedem Fruchtfach befinden sich etwa fünf Samen.

### Chromosomenzahl
Die Chromosomenzahl beträgt 2n = 16.

## Vorkommen
Die Art kommt vor allem in nassen Lebensräumen vor. Ihr Verbreitungsgebiet ist Bulgarien, Griechenland, die Türkei, Syrien und der Libanon.

## Systematik
Andrzeiowskia cardamine wurde 1823 von Heinrich Gottlieb Ludwig Reichenbach in Iconographia botanica seu plantae criticae, Band 1, S. 15, Tafel 13 erstbeschrieben. Die Gattung Andrzeiowskia wurde im gleichen Werk aufgestellt; eine falsche Schreibweise ist Andrzeiowskya Rchb. Synonyme für Andrzeiowskia cardamine Rchb. sind Andrzeiowskia cardaminifolia Prantl, Andrzeiowskia cardaminifolia Thell., Andreoskia cardamine (Rchb.) Boiss. und Andreoskia cardaminifolia Prantl.
Der Gattungsname ehrt den russisch-polnischen Naturforscher und Botaniker Antoni Lukianowicz Andrzejowski (ca. 1784/85–1868).
Die Gattung Andrzeiowskia gehört zur Tribus Cardamineae innerhalb der Familie der Brassicaceae.